# Mistrzostwa Europy w biegu na 100 km 1997
6. Mistrzostwa Europy w biegu na 100 km 1997 – zawody lekkoatletyczne, które odbyły się 31 maja 1997 we Florencji we Włoszech.

## Medaliści
|                         | 1. miejsce      | Rezultat | 2. miejsce      | Rezultat | 3. miejsce         | Rezultat |
| Mężczyźni indywidualnie | Aleksei Kononov | 6:47:35  | Grigorii Murzin | 6:47:39  | Nikolai Buskarov   | 6:47:57  |
| Kobiety indywidualnie   | Olga Lapina     | 8:13:49  | Jutta Philippin | 8:20:07  | Sybille Möllensiep | 8:23:42  |

## Reprezentacja Polski

### Mężczyźni
| Miejsce | Zawodnik            | Klub               | Rezultat |
| 29.     | Ryszard Płochocki   | TS Kalisz          | 7:55:09  |
| 33.     | Waldemar Pędzich    | LKS Kurp Ostrołęka | 7:58:06  |
| 52.     | Maciej Ciepłak      | RMKS Rybnik        | 8:27:03  |
| DNF.    | Franciszek Stroński | –                  | –        |